# Ерёменко, Иван Петрович
Иван Петрович Ерёменко (13 января 1932, Петухов, Зимовниковский район, Ростовская область, РСФСР, СССР — 23 апреля 2000, Петухов, Зимовниковский район, Ростовская область, Россия) — старший чабан совхоза «Верхне-Серебряковский» Зимовниковского района Ростовской области, полный кавалер ордена Трудовой Славы (1990).

## Биография
Родился 13.01.1932 в хуторе Петухов, Северо-Кавказского края.
В первые послевоенные годы пошёл подпаском к чабану. В 1949 году окончил курсы трактористов.
В 1965 году по просьбе правления колхоза возглавил отстающую бригаду чабанов. Вскоре собралась бригада, с которой 8-я и 9-я пятилетка была выполнена за четыре года.
В 1975 году от каждой сотни маток бригада получила к отбивке по 124 ягнёнка, а средний настриг шерсти на одну голову составил шесть килограммов. За безупречную работу, инициативность и добросовестное отношение к делу И. П. Ерёменко в числе первых в районе был награждён орденом Трудовой Славы 3-й степени (14.02.1975).
Бригада Ерёменко первой в районе перешла работать по методу коллективного подряда. Использование прогрессивных методов ухода за маточным поголовьем позволило получить свыше тысячи сверхплановых ягнят.
Орденом Трудовой Славы 2-й степени награждён указом Президиума Верховного Совета СССР от 23 декабря 1976 года.
Указом Президиума Верховного Совета СССР за успехи, достигнутые во Всесоюзном социалистическом соревновании, проявленную трудовую доблесть в выполнении планов и принятых обязательств по увеличению производства мяса и других продуктов животноводства в зимний период 1982—1983 года, был награждён орденом Трудовой Славы 1-й степени (1984).
Делегат XXV, XXVII съездов КПСС. Член бюро райкома партии.
Умер 23 апреля 2000 года, в хуторе Петухов, похоронен в Зимовниковский район Ростовской области.

## Награды
- Орден Ленина (1971),
- Орден Трудовой Славы
  - 3 степени 14.02.1975 № 21004;
  - 2 степени 23.12.1976 № 1296;
  - 1 степени 21.12.1983 № 62;
- Медали.

## Память
Одна из улиц хутора Петухов носит его имя..